# Pro Natura díj
A Pro Natura díj a hazai természetvédelem érdekében kiemelkedő tevékenységet folytató személyeknek, szervezeteknek adományozható. Évente öt díj adható. Adományozására a Föld napján – április 22-én – kerül sor, a Pro Natura emlékplaketttel egy időben.

## 2019. évi díjazottak
- Dr. Juhászné Rippert Teodóra, a Svetits Óvoda, Általános Iskola, Gimnázium és Kollégium általános iskolai szaktanára
- Dr. Merkl Ottó, a Magyar Természettudományi Múzeum főmuzeológusa
- Dr. Neumayer Éva, a Magosfa Környezeti Nevelési és Ökoturisztikai Alapítvány környezeti nevelési programvezetője
- Schmidt András, az Agrárminisztérium Természetmegőrzési Főosztály Natura 2000 Osztályának osztályvezetője
- Schmotzer András, a Bükki Nemzeti Park Igazgatóság kutatási szakreferense

## 2018. évi díjazottak
- Dr. Dévai György, a Debreceni Egyetem Természettudományi Kar professor emeritusa
- Dr. Gyulai Iván Jenő, az Ökológiai Intézet igazgatója, a Fenntartható Fejlődésért Alapítvány elnöke
- Dr. Harka Ákos, a tiszafüredi Kossuth Lajos Gimnázium nyugalmazott pedagógusa
- Dr. Szalay István, a Haszonállat-génmegőrzési Központ megbízott igazgatója
- Szilágyi Gábor Levente, a Hortobágyi Nemzeti Park Igazgatóság világörökség gondnokság-vezetője

## 2017. évi díjazottak
- Baráz Csaba László, a Bükki Nemzeti Park Igazgatóság osztályvezetője
- Dr. Gyulai Ferenc, a Szent István Egyetem tanszékvezető egyetemi tanára
- Dr. Markovics Tibor, az Őrségi Nemzeti Park Igazgatóság igazgatója
- Újvárosy Antal, az Aggteleki Nemzeti Park Igazgatóság oktatási és ökoturisztikai szakreferense
- Vajda Zoltán, a Kiskunsági Nemzeti Park Igazgatóság osztályvezetője

## 2016. évi díjazottak
- Dr. Csorba Gábor, a Magyar Természettudományi Múzeum főigazgató-helyettese
- Máté Bence, természetfotós, a Fotonatura Kft. ügyvezetője
- Sárkány-Kiss Endre, nyugalmazott egyetemi docens, a Kolozsvári Babes-Bolyai Tudományegyetem Magyar Tagozata igazgatója
- Szelekovszky László, a Békés Megyei Önkormányzati Hivatal nyugalmazott környezet- és természetvédelmi vezető főtanácsosa, szaktanácsadó
- Tajti László, a Kiskunsági Nemzeti Park Igazgatóság területkezelési igazgatóhelyettese

## 2015. évi díjazottak
- ALFÖLDKUTATÁSÉRT ALAPÍTVÁNY
- Lendvai Mária, a Kiskunsági Nemzeti Park Igazgatóság oktatásszervezője, környezeti nevelő
- Dr. Móczár László professzor emeritus, a Szegedi Tudományegyetem nyugalmazott tanszékvezetője
- Szarvas Imre tájegységvezető, a Bükki Nemzeti Park Igazgatóság Ipolytarnóci Természetvédelmi Területe vezetője, természetvédelmi őr

## 2014. évi díjazottak
- Dr. Báldi András, kutatóközponti főigazgató, MTA Ökológiai Kutatóközpont Ökológiai és Botanikai Intézet
- Kácsor László, fotóművész, szakíró
- Magyar Természettudományi Társulat
- Márton Béla, néprajzi író, nyelvjáráskutató
- Dr. Molnár Gyula, címzetes docens, nyugdíjas, Szegedi Tudományegyetem Ökológiai Tanszék

## 2013. évi díjazottak
- Barcza Gábor, természetvédelmi terület-felügyelő (természetvédelmi őr), Balaton-felvidéki Nemzeti Park Igazgatóság
- Musicz László, titkár, Által-ér Szövetség, Tata
- Dr. Gaskó Béla, nyugalmazott igazgató-helyettes, Móra Ferenc Múzeum, Szeged
- Dr. Molnár Zsolt, tudományos főmunkatárs, MTA Ökológiai Kutató Központ, Ökológiai és Botanikai Intézet, Vácrátót
- Dr. Penksza Károly, egyetemi docens, Szent István Egyetem, Környezet-és Tájgazdálkodási Intézet, Természetvédelmi és Tájökológiai Tanszék, Gödöllő

## 2012. évi díjazottak
- Duhay Gábor a Vidékfejlesztési Minisztérium Nemzeti Parki és Tájvédelmi Főosztálya nyugalmazott főosztályvezető-helyettese
- Dr. Gáspár Vera osztályvezető, a Vidékfejlesztési Minisztérium Natura 2000 Osztálya munkatársa
- Dr. Iványosi Szabó András a Kiskunsági Nemzeti Park Igazgatóság nyugalmazott igazgatóhelyettese
- Dr. Kopek Annamária a Balaton-felvidéki Nemzeti Park Igazgatóság osztályvezetője
- Dr. Turcsányi Gábor a Szent István Egyetem MKK-KTI Természetvédelmi és Tájökológiai Tanszék egyetemi docense

## 2011. évi díjazottak
- Büki József a Keve András Madártani és Természetvédelmi Szakkönyvtár könyvtárosa
- Flachner Zsuzsanna (posztumusz) az MTA Talajtani és Agrokémiai Kutató Intézet tudományos főmunkatársa
- Dr. Isépy István a Budapesti Füvészkert nyugalmazott igazgatója
- Szomor Dezső, a Szomor Ökogazdaság ügyvezetője
- Dr. Tardy János az Országos Környezetvédelmi, Természetvédelmi és Vízügyi Főfelügyelőség szakmai tanácsadója

## 2010. évi díjazottak
- Érdiné dr. Szekeres Rozália főosztályvezető, KvVM Természetmegőrzési főosztály
- Dr. Fűköh Levente igazgató, Mátra Múzeum
- Dr. Kárász Imre tanszékvezető egyetemi tanár, Eszterházy Károly Főiskola
- Dr. Kovács Eszter  docens, Szent István Egyetem Környezet- és Tájgazdálkodási Intézet
- Dr. Marián Miklós  nyugalmazott muzeológus, Móra Ferenc Múzeum

## 2009. évi díjazottak
- Dr. Csepregi István szakmai főtanácsadó, KvVM
- Duska József Bükki Nemzeti Park
- Molnár Zoltán Tamási Béri Balog Ádám Gimnázium, Tamási
- MTA Balatoni Limnológiai Kutatóintézete Tihany
- Dr. Sipos András Szarvasi Arborétum nyugalmazott igazgatója

## 2008. évi díjazottak
- Dr. Dénes György geográfus, karszthidrológus
- Dr. Juhász Lajos egyetemi docens, Debreceni Egyetem
- Kerekerdő Alapítvány Szombathely
- Dr. Kerényi Attila egyetemi tanár, Debreceni Egyetem
- Dr. Schmuck Erzsébet társelnök, Magyar Természetvédők Szövetsége

## 2007. évi díjazottak
- Dr. Bankovics Attila tudományos főmunkatárs, Magyar Természettudományi Múzeum
- Garancsy Mihály főszerkesztő-helyettes, Természetbúvár
- Dr. Juhász Árpád geológus, közszolgálati kapcsolatokért felelős tanácsadó, Tv2
- Szögi Lajos programvezető, Kabay János Általános Iskola, Tiszavasvári (posztumusz)
- Tirják László igazgató, Körös-Maros Nemzeti Park Igazgatóság
- Tömösváry Tibor programvezető, Zöld Folyosó Közalapítvány

## 2006. évi díjazottak
- Dr. Budayné dr. Kálóczi Ildikó Hajdú-Bihar Megyei Pedagógiai Intézet
- Magyar Természetvédők Szövetsége
- Dr. Majer József Pécsi Tudományegyetem
- Péchy Tamás Magyar Madártani és Természetvédelmi Egyesület
- Salamon Gábor igazgató, Aggteleki Nemzeti Park

## 2005. évi díjazottak
- Felföldy Lajos Debreceni Egyetem
- Dr. Kovács Mátyás főosztályvezető, Természetvédelmi Hivatal
- Kónya József Magyar Madártani és Természetvédelmi Egyesület
- Dr. Suba János Eszterházy Károly Főiskola
- Dr. Vásárhelyi Tamás Magyar Természettudományi Múzeum

## 2004. évi díjazottak
- Dr. Aradi Csaba Hortobágyi Nemzeti Park
- Dosztányi Imre Természetbúvár
- Hortobágyi Természetvédelmi Tábor
- Dr. Kalotás Zsolt Országos Környezetvédelmi, Természetvédelmi és Vízügyi Főfelügyelőség
- Dr. Margóczi Katalin Szegedi Tudományegyetem

## 2003. évi díjazottak
- Fintha István Hortobágyi Nemzeti Park
- Dr. Kárpáti László igazgató Fertő–Hanság Nemzeti Park
- Nagy Sándor Molnár Gy. Általános Iskola
- Sánta Antal Természetvédelmi Hivatal (posztumusz)
- Dr. Victor András MKNE

## 2002. évi díjazottak
- Bakonyi Természettudományi Múzeum
- Bükki Nemzeti Park Igazgatóság
- Dr. Gulyás Pálné elnökhelyettes, Pro Natura Díjas Természet- és Környezetvédő Tanárok Egyesülete
- Lukács László gépkocsivezető, Természetvédelmi Hivatal
- Prém Jenő elnök, Őrségi Baráti Kör

## 2001. évi díjazottak
- Kopasz Margit oktatás-fejlesztő, Környezetgazdálkodási Intézet, Budapest
- Palkó Sándor természetvédelmi felügyelő, Balaton-felvidéki Nemzeti Park Veszprém
- Sáfrány József operatőr, rendező-szerkesztő, Budapest
- Székely Kinga osztályvezető, Természetvédelmi Hivatal
- Dr. Tóth Albert tanszékvezető főiskolai tanár, Tessedik Sámuel Főiskola, Mezőtúr

## 2000. évi díjazottak
- Boross László elnök, Körös Klub, Békéscsaba
- Dr. Demeter András főosztályvezető, Természetvédelmi Hivatal
- Dr. Kevey Balázs egyetemi docens, PATE-TTK, Pécs
- Dr. Kovács Gábor területi felügyelő, Hortobágyi Nemzeti Park
- Dr. Lakics Éva osztályvezető, Természetvédelmi Hivatal
- Nechay Gábor szakfőtanácsos, Természetvédelmi Hivatal
- Dr. Pócs Tamás akadémikus
- Teszáry Károly tájegységvezető, Duna–Ipoly Nemzeti Park

## 1999. évi díjazottak
- Breuer László elnök, Pangea Egyesület, Pénzesgyőr
- Claudio Caratsch nagykövet, Svájc bécsi nagykövetségének vezetője
- Dr. Krizsán Józsefné biológiatanár, Mezőtúr
- Moór Gyula igazgatóhelyettes Balaton-felvidéki Nemzeti Park Veszprém
- Szentendrey Géza igazgató, Erdei Iskola, Visegrád
- Vám- és Pénzügyőrség Országos Parancsnoksága, Budapest

## 1998. évi díjazottak
- Prof. Dr. Jakucs László nyugalmazott tanszékvezető egyetemi tanár
- NIMFEA Természetvédelmi Egyesület, Szarvas
- Prof. Dr. Szabó István tanszékvezető egyetemi tanár, PATE
- Tisza Klub Környezet- és Természetvédelmi Egyesület Szolnok
- Prof. Dr. Uherkovics Ákos múzeumi osztályvezető Janus Pannonius Múzeum

## 1997. évi díjazottak
- Dr. Festetics Antal egyetemi tanár, Göttingen, Németország
- Haraszthy László igazgató, WWF- Magyarországi Képviselete
- Horánszky András nyugalmazott egyetemi docens
- Dr. Láng Edit osztályvezető MTA Ökológiai és Botanikai Kutatóintézet
- Varangy Akciócsoport Budapest

## 1996. évi díjazottak
- Dr. Fekete Gábor akadémikus, MTA Ökológiai és Botanikai Kutatóintézet
- Kállay György elnök, Magyar Madártani és Természetvédelmi Egyesület
- Dr. Lechmann Antal igazgató, Dél-dunántúli Természetvédelmi Igazgatóság
- Dr. Surányi Dezső tudományos tanácsadó, Dísznövény Kutató Intézet
- Dr. Vida Gábor akadémikus, Eötvös Loránd Tudományegyetem

## 1995. évi díjazottak
- Dr. Bartha Dénes egyetemi docens, Erdészeti és Faipari Egyetem, Sopron
- Dunka Béla nyugdíjas, Hortobágyi Nemzeti Park
- Kovács Gergelyné múzeumigazgató, Postamúzeum
- Természet- és Környezetvédő Tanárok Egyesülete
- Dr. Varga Zoltán professzor, egyetemi tanár KLTE

## 1994. évi díjazottak
- Gabor Dzsingisz természetvédelmi államtitkár, Hollandia
- Gyenes Károly az MTV Natura Szerkesztőségének vezetője
- Dr. Győri Jenő főtanácsos, Természetvédelmi Hivatal
- Sebes György Általános Iskola Szeghalom
- Dr. Takács Béla docens, Tanárképző Főiskola, Szombathely

## 1993. évi díjazottak
- Balogh János akadémikus, nyugalmazott egyetemi tanár
- Göncöl Társaság Vác
- Dr. Luc Hoffmann elnökhelyettes, Világ Természetvédelmi Alap, Svájc
- Hortobágyi Nemzeti Park Igazgatóság, Debrecen
- Dr. Mészáros Ferenc igazgató Magyar Természettudományi Múzeum Állattára
- Rakonczay Zoltán megbízott tanszékvezető egyetemi docens, Erdészeti és Faipari Egyetem, Sopron

## 1992. évi díjazottak
- Dr. Gallé László tanszékvezető egy. tanár, JATE Szeged
- Dr. Legány András tanszék-vezető főiskolai tanár, Bessenyei György Tanárképző Főiskola, Nyíregyháza
- Nagy László természetvédelmi felügyelő, Fertő–Hanság Nemzeti Park
- Somogyi Győző festőművész, a Káli-medence Egyesület titkára
- Zsámbéki-medence Tájvédelmi Egyesület Zsámbék